# Cruzential
Cruzential è il secondo album in studio del gruppo rock danese Kashmir, pubblicato nel 1996.

## Tracce
1. Vote 4 Dick Taid – 4:24
2. Stand – 4:07
3. Prawn's Blues – 4:10
4. Bring Back Superman – 3:59
5. Travelogue – 3:44
6. Could We Kill Fred? – 4:22
7. Dring – 4:59
8. Star in My Movie – 3:36
9. Gloom – 4:03
10. Beamed – 4:15
11. Lollypork Stomp – 1:47
12. Victoria – 3:40
13. Bag of Flash & Thyme – 5:02